# Hypericum nummularioides
Hypericum nummularioides är en johannesörtsväxtart som beskrevs av Ernst Rudolf von Trautvetter. Hypericum nummularioides ingår i släktet johannesörter, och familjen johannesörtsväxter. Inga underarter finns listade i Catalogue of Life.